# Achille vainqueur d'Hector
Achille vainqueur d'Hector est un tableau réalisé par le peintre Pierre Paul Rubens vers 1630. Cette huile sur panneau est une peinture mythologique qui illustre un épisode de la guerre de Troie, le combat victorieux d'Achille contre Hector. Le héros grec est représenté la pointe de sa lance sur la poitrine du guerrier troyen, tandis qu'Athéna les survole. L'œuvre est conservée au musée des Beaux-Arts de Pau, dans les Pyrénées-Atlantiques, en France.